# Antonina (gmina Dobre)
Antonina – wieś sołecka w Polsce, położona w województwie mazowieckim, w powiecie mińskim, w gminie Dobre.
W latach 1975–1998 miejscowość administracyjnie należała do województwa siedleckiego. Według Narodowego Spisu Powszechnego Ludności i Mieszkań z 2011 roku liczba ludności we wsi Antonina to 79, z czego 49,4% mieszkańców stanowią kobiety, a 50,6% ludności to mężczyźni. Wieś Antonina ma 79 mieszkańców. W 2002 roku we wsi Antonina było 37 gospodarstw domowych. Wśród nich dominowały gospodarstwa zamieszkałe przez jedną osobę - takich gospodarstw było 13.
Wierni Kościoła rzymskokatolickiego należą do parafii św. Mikołaja w Dobrem.